# Crevel de Charlemagne
Pour les articles homonymes, voir Charlemagne.
Louis-Ernest Crevel, dit Crevel de Charlemagne ou encore Napoléon Crevel de Charlemagne fut un littérateur français du XIXe siècle.
Il naît à Rouen le 15 avril 1807 et meurt à Paris le 30 août 1882.

## Œuvre
L'œuvre poétique de Crevel de Charlemagne, essentiellement tourné vers la musique, est principalement constitué de romances écrites en collaboration avec nombre de compositeurs de son époque : Bellini, Rossini, Marmontel, Niedermeyer, Hérold, Camille Schubert...
Il écrivit aussi les traductions françaises de nombreux lieder allemands et mélodies italiennes, ainsi que de plusieurs opéras, dont le Freischütz de Weber, Le Croisé en Égypte de Meyerbeer, le Barbier de Séville de Rossini, Martha de Flotow, etc.
Bien qu'il semble n'en avoir été que le traducteur, il a passé pour être l'auteur d'une monographie sur le compositeur baroque italien Benedetto Marcello.

## Réception
À son époque, Crevel de Charlemagne était souvent pris comme exemple du rimailleur prolixe et ridicule.
« Vous ne connaissez donc pas M. Crevel de Charlemagne? Tant pis pour vous, Monsieur, car M. Crevel de Charlemagne est bien autrement fécond que M. Myrtil Barboteau. On n'estime pas à moins de quatorze romances par jour la puissance productive de M. Crevel de Charlemagne. Il est malheureusement un peu passé de mode, mais tel qu'il est encore, je vous le donne comme valant au moins dix Barboteau. Si M. Crevel de Charlemagne appelait M. Myrtil en combat singulier, j'offre de parier cent contre un que M. Crevel improviserait tout de suite dix à douze barcaroles sur les eaux bleues, avec autant d'horizons bleus, et de jeunes filles aux yeux bleus, avant que M. Myrtil ait tant seulement taillé sa plume de colibri, et que M. Crevel serait déjà dans le ciel bleu que M. Émile se promènerait encore sur les toi. C'est un rude jouteur que M. Crevel de Charlemagne. Depuis que la vogue inconstante s'est un peu retirée de ses romances, il a déposé le flageolet et le galoubet pour emboucher la trompette lyrique, et s'occupe à traduire des opéras italiens : on pense communément qu'il fait son petit opéra avant de déjeuner. Le vers lui est tellement familier, qu'il rime jusqu'à ses mémoires de blanchisseuses ; il n'écrit, il ne parle, il ne rêve qu'en vers, et je crois qu'il ne penserait qu'en vers, si, pour se soustraire à cette oppression poétique, il n'avait pris le parti prudent de ne plus penser du tout. »
Il a ainsi les honneurs de la plume de Théophile Gautier, en voyage en Espagne :
« La mantille espagnole est donc une vérité ; j'avais pensé qu'elle n'existait plus que dans les romances de M. Crevel de Charlemagne. »
Gautier s'en sert encore, assassinant une piètre pièce de théâtre :
« On ne peut pas dire que ce soit une comédie, car il n'y a pas le plus petit mot pour rire, ni un drame, car il n'y a pas l'ombre d'action ; ce n'est pas même une conversation, c'est une élégie ; une romance dont le refrain pourrait être Il ne vient pas, il reviendra. Bétourné et Crevel de Charlemagne, ces héros du genre, n'eussent assurément pas mieux fait. »
Charles Monselet fait dire à l'un de ses personnages, après la lecture d'une Ode au saucisson d'Arles :
« — Hein ! qu'en dis-tu ? dit Aristide enfin connaisseur ; quel tour original, quelle richesse de rimes ! Hugo et M. Crevel de Charlemagne ont-ils jamais rien donné de ce numéro-là ? »
Finalement, ce sont les musiciens qui semblent avoir le plus apprécié Crevel de Charlemagne :
« Ce laborieux traducteur de presque tous les chefs-d'œuvre des scènes allemandes et italiennes a rendu un véritable service aux compositeurs étrangers en s'attachant, étant fort bon musicien, à mettre sous la bonne note de la phrase musicale le mot important et sonore qui convient à la situation dramatique. Enfin, M. Crevel de Charlemagne a souvent prouvé que, pour son propre compte, il était aussi poëte que beaucoup de nos hommes de lettres les plus en faveur. »

## Œuvres
- Chant funèbre des Polonais, Paris 1831.
- Cinq ans de règne, poëme suivi d'une dissertation en faveur de l'amnistie, présenté au Roi le 31 août 1835, Paris, 1836.
- Le Luxor : strophes nationales présentées au Roi, le 31 octobre 1836, Paris 1836.

## Sources
- La littérature française contemporaine 1827−1844 tome 3, Paris, Félix Daguin, 1848, p. 110.